# Deutsche Technische Hochschule Prag
Die Deutsche Technische Hochschule Prag (DTH) war eine 1806 gegründete Einrichtung der höheren Bildung, deren Wurzeln bis ins Jahr 1717 zurückreichten. Die Unterrichtssprache war – von zehn Jahren zweisprachiger Ausbildung abgesehen – Deutsch. Am 5. Mai 1945 endete der Lehrbetrieb vollständig; am 18. Oktober 1945 wurde die DTH per Dekret rückwirkend zum 17. November 1939 geschlossen.

## Geschichte

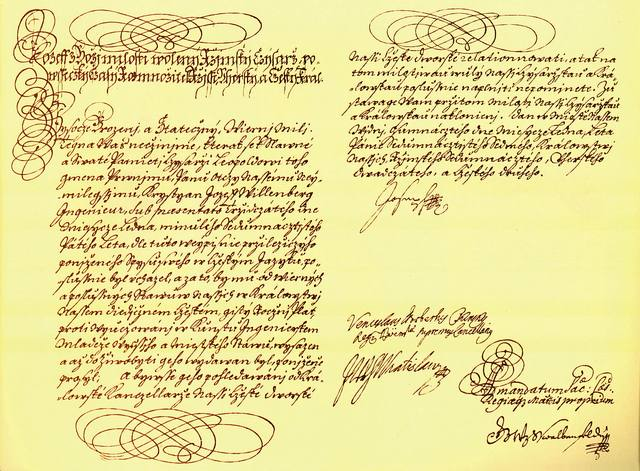
Die Gründungsurkunde aus dem Jahr 1707

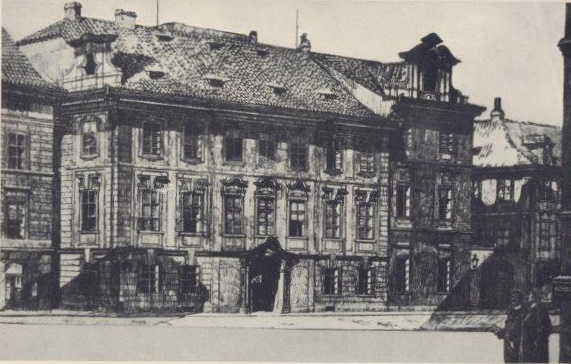
Polytechnikum / DTH

### Böhmische Ständische Ingenieurschule (1717–1806)
Die Wurzeln der DTH in Prag gehen zurück auf den 1705 bei der böhmischen Hofkanzklei in Prag eingereichten Antrag Christian Joseph Willenbergs zur Errichtung eines Kurses für junge Männer aller Stände über den Festungsbau („Fortifikation“). Obwohl der Kaiser in Wien dem Antrag 1707 zustimmte und Willenberg den Titel eines Hofkriegsrates verlieh, dauerte es noch zehn Jahre, bis der Lehrbetrieb aufgenommen werden konnte. Möglicherweise verhinderten Kriege oder Bestrebungen der Prager Universität, einen ähnlichen Studiengang einzurichten, die Verwirklichung des Vorhabens. Erst am 9. November 1717 wurde Willenberg zum Professor der „Böhmischen Ständischen Ingenieurschule“ ernannt.
Nach Willenbergs Pensionierung 1726 folgte Johann Ferdinand Schor, der zuerst Kirchenmaler und Architekt gewesen war. Wie sein Vorgänger unterrichtete in seiner Wohnung „alle Liebhaber der Mathematik, der Geo- und Hydrographie, sowie jene der Ingenieurkünste und alle anderen [...], welche elementare und praktische Geometrie unerläßlich ist, wie auch die zugehörigen Berechnungen in Statik, Hydrostatik, Areometrie, Mechanik, Optik für das zivile und militärische Ingenieurwesen, als auch Artillerie erforderlich“.
Der dritte Professor der Bildungseinrichtung war Franz Anton Leonhard Herget, der anders als seine beiden Amtsvorgänger Ingenieurwesen studiert hatte. Auch er lehrte zunächst in seinen privaten Räumlichkeiten, die angesichts der geringen Studentenzahlen auch ausreichend waren. Allerdings stiegen die im Verlauf der Zeit an, was ihn zum Umzug in ein neues Domizil zwang, das er im ehemaligen Sankt-Wenzel-Seminar fand. Er verwissenschaftlichte die Ausbildung und betonte den zivilen Teil. 1784 wurde er zum Professor für Mathematik der Prager Universität ernannt,  wo er fortan ebenfalls Vorlesungen hielt.

### Ständisches Polytechnisches Institut (1806–1869)
Nach Hergets Tod 1800 gab es Bestrebungen, sein Institut der Universität anzugliedern, was allerdings abgelehnt wurde. Stattdessen wurde 1803 das „Böhmische Ständische Polytechnische Institut in Prag“ eingerichtet, das 1806 seinen Betrieb aufnahm. In den Worten des neuen Institutsdirektors Franz Josef von Gerstner sollte es das „Bemühen [...] sein, der Jugend technische Erkenntnisse zu vermitteln, die zum besten Nutzen und dem Wohle des Vaterlandes gereichen sollten.“ Die Gründung markierte einen Einschnitt in der Entwicklung der Ingenieurausbildung in Böhmen, weil nun die Ausbildung auf eine feste institutionelle Grundlage gestellt war. „So erhielt Prag seine polytechnische Ausbildungsstätte, eine technische Lehranstalt höchsten Ranges. Sie war einige Jahrzehnte lang das Modell für ähnliche technische Institute im damaligen Deutschland.“ Gleichwohl lässt sich legitimerweise eine Verbindung zwischen der alten Ingenieurschule und dem neuen Polytechnikum ziehen, da Personal und Inventar (Maschinen, Bibliothek) übernommen und die Räumlichkeiten weitergenutzt wurden. Die DTH indes sah in der Gründung von 1806 den Beginn ihrer Geschichte, was in der Jubelfeier von 1906 zum Ausdruck kam.
1863 wurde das Polytechnikum reformiert und erreichte das Niveau einer Technischen Hochschule. Leiter wurde ein unabhängiger Rektor, die Schule wurde in vier Fachabteilungen aufgeteilt: Hochbau, Wasser- und Straßenbau, Maschinenbau und technische Chemie. Nach dem  Deutschen Krieg besichtigte Kaiser Franz Joseph I. am 27. Oktober 1866 die Institute.

### Deutsches Polytechnisches Landesinstitut des Königreiches Böhmen (1869–1879)
Als im Verlauf des 19. Jahrhunderts das tschechischsprachige Bildungswesen ausgebaut wurde und die Nachfrage nach Hochschulbildung in tschechischer Sprache anstieg, wurde ab 1869 im Prager Polytechnikum der Unterricht gleichberechtigt auf Deutsch und Tschechisch gegeben („utraquistisch“). Auf Deutsch hieß die Einrichtung nun „Deutsches Polytechnisches Landesinstitut des Königreiches Böhmen“ und auf Tschechisch „Královský Český Polytechnický Ústav“ (Königlich Böhmisches Polytechnisches Institut). Jeweils ein deutscher und ein tschechischer Professor unterrichteten planmäßig die Fächer Mathematik, Darstellende Geometrie, Geodäsie, Physik, Naturgeschichte, Hochbau, Wasser- und Straßenbau, Maschinenbau und Chemie. Die Sprachenkonflikte, die eigentlich ethnische Konflikte im Zeitalter des erstarkenden Nationalbewusstseins waren, ließen sich auf diese Weise allerdings nicht dauerhaft befrieden, sondern führten nach zehn Jahren zu einer erneuten organisatorischen Veränderung: der Gründung der „C.k. Česká Vysoká Školá Technická“, die wie die bisherigen Einrichtungen zur Ingenieurausbildung dem Böhmischen Landtag unterstand und finanziert wurde, und aus der 1918 die „České Vysoké Učení Technické“ (ČVUT) wurde.

### K.K. Deutsche Technische Hochschule (1879–1918)
Das Ende des „utraquistischen“ Unterrichts und die Gründung einer tschechischsprachigen Technischen Hochschule bedeuteten nicht die vollständige Trennung: Beide Einrichtungen wurden bis 1903 wirtschaftlich gemeinsam verwaltet, die Bibliothek wurde noch bis nach dem Ersten Weltkrieg von deutsch- und tschechischsprachigen Studenten gemeinsam genutzt. Der Sprachenstreit überschattete gleichwohl den Lehrbetrieb, beispielsweise als 1897/98 infolge der Badenischen Sprachverordnung der Lehrbetrieb aus Furcht vor Übergriffen und wegen Studentenstreiks vorübergehend eingestellt werden musste. Es zeigte sich, „daß sich die Probleme der nationalen Entwicklung der Deutschen und Tschechen im Verlauf des 19. Jahrhunderts – wohl im engeren Rahmen, aber mit um so erhöhter Stärke und geistiger Schärfe – in der Entwicklung der Prager Hochschulen widerspiegelte.“
Dieser Verschärfung des Sprachen- und Nationalitätenkonflikts im Königreich Böhmen war es geschuldet, dass immer wieder über einen Umzug der DTH von Prag ins geschlossene deutsche Siedlungsgebiet nachgedacht wurde, wozu es jedoch nie kam.
1901 erhielt die DTH – wie alle Technischen Hochschulen in Österreich, zu dem das Königreich Böhmen gehörte – das Recht zur Promotion.

### Deutsche Technische Hochschule (1918–1945)
Nach dem Zusammenbruch der Donaumonarchie 1918 verschärfte sich die wirtschaftliche Lage, aber auch der politische Druck der nunmehr tschechischen Behörden auf die DTH und die deutsche Minderheit nahm zu. 1930 wurde der „Verein der Freunde der deutschen technischen Hochschule in Prag“ gegründet, mit dem die wirtschaftliche Not gelindert werden sollte. Die politischen Repressionen wurden zwar immer wieder abgewehrt, doch banden sie, wie ein Zeitgenosse klagte, Kräfte, die nicht in Ausbildung und Forschung gesteckt werden konnten. Eine Debatte über die Verlegung der Prager Hochschulen in die deutschen Siedlungsgebiete Böhmens kam mit der Zerschlagung der Tschechoslowakei 1938 und der Errichtung des „Protektorats Böhmen und Mähren“ wieder auf, blieb aber ohne praktische Folgen. Nach der Schließung der tschechischen Hochschulen nutzte man die Räumlichkeiten der Tschechischen Technischen Hochschule (TTH) mit, obwohl unter den Bedingungen des Krieges ohnehin nur ein reduzierter Betrieb möglich war. Am 5. Mai 1945 endete der Lehrbetrieb vollständig; am 18. Oktober 1945 wurde die DTH per Dekret rückwirkend zum 17. November 1939 geschlossen, dem Tag der Schließung der tschechischen Hochschulen durch die nationalsozialistischen Behörden.

## Historiografische Kontroverse
Die DTH feierte 1906 ihr 100. und 1931 ihr 125. Gründungsjubiläum, weshalb man in der Errichtung des Polytechnikums 1806 den Ursprung der DTH sehen kann. Allerdings hatte auch diese Gründung ihren Vorläufer, nämlich die Ingenieursschule, die 1717 von den böhmischen Ständen errichtet worden war. Insofern ist es legitim, wie Boehm es tut, von „zweieinviertel Jahrhunderten akademischer deutscher Ingenieursausbildung“ in Prag zu sprechen.
Von tschechischer Seite ist diese Tatsache seit der zweiten Hälfte des 19. Jahrhunderts, als das Nationalbewusstsein in Europa zunahm und die Bindekraft von Gesellschaften – zum Beispiel in Österreich-Ungarn – an die Monarchie nachließ, immer wieder geleugnet und verschleiert worden. Beredter Ausdruck für diesen Versuch war das Fernbleiben der Delegation der TTH bei der Jahrhundertfeier der DTH und das Abhalten einer eigenen Jahrhundertfeier, obwohl die TTH noch 1894 ihr 25-jähriges Bestehen in Anwesenheit einer Delegation der DTH gefeiert hatte. Beim Festakt der DTH 1931 war wieder eine Delegation der TTH anwesend, von einer eigenen Jubiläumsfeier in diesem Jahr ist nichts überliefert.
Mit der 1945 erfolgten Auflösung der DTH und der Rückdatierung dieses Hoheitsaktes auf 1939 wurde der Versuch, die Bedeutung der DTH zu verkleinern und gar zu leugnen, dass es jemals eine deutsche Ingenieursausbildung in Prag gegeben habe, gleichsam zur Staatsdoktrin. In den folgenden Jahrzehnten erschienen mehrere Publikationen (u. a. Festschriften), in denen eine Tradition der TTH bis zur Ständischen Ingenieurschule und sogar bis zur mittelalterlichen Prager Bauhütte zu konstruieren versucht wurde. Der Anteil, den Deutsche an dieser Geschichte hatte, wird darin unter anderem durch die falsche Darstellung Willenbergs als Tscheche, obwohl der nicht einmal Tschechisch sprach, oder die falsche Gleichsetzung von „böhmisch“ und „tschechisch“ verschleiert.
Dreh- und Angelpunkt dieser Geschichtsdeutung ist zum einen der Antrag Willenbergs auf Einrichtung des „Fortifikationskurses“ von 1705, das einer Abschrift zufolge – das Original ist nicht erhalten – auf Tschechisch verfasst war. Zum anderen war das Reskript des Kaisers Joseph I., mit dem er den Böhmischen Ständen am 18. Januar 1707 die Erlaubnis erteilte, ebenfalls auf Tschechisch abgefasst, was ungewöhnlich war – der restliche Schriftverkehr ist auf Deutsch – und bis heute Raum für Spekulationen lässt. Die Frage, wie diese Umstände der Gründung der Ingenieurschule zu deuten sind, ist noch nicht beantwortet. Das sollte aber nicht dafür herhalten, die gemeinsame Geschichte von Deutschen und Tschechen in Böhmen und der Tschechoslowakei systematisch umzudeuten.

## Lehrer

### Professoren der Ingenieurschule
- Christian Joseph Willenberg (1741–1800), Professor ab 1717
- Johann Ferdinand Schor (1686–1767), Professor ab 1726
- Franz Anton Leonhard Herget (1741–1800), Professor ab 1767

### Lehrer am Polytechnikum und der Deutschen Technischen Hochschule
- Karl Josef Napoleon Balling (1805–1868), Chemiker, 1866 bis 1868 Rektor des Polytechnikum in Prag
- Adam Bittner (1777–1844), 1806 bis 1834 Professor für Mathematik
- Christian Doppler (1803–1853), Professor für Mathematik und praktischen Geometrie
- August Geßner (1880–1944), Professor für Werk- und Baustofflehre, Rektor
- Franz Josef von Gerstner (1756–1832), Entwickler der Pferdebahn von České Budějovice nach Linz.
- Wilhelm Friedrich Gintl (1843–1908), Chemiker, Schöpfer der chemischen Großindustrie Böhmens, viermal Rektor der THD, 1902 Herrenhausmitglied
- Andreas Josef Harlacher (1842–1890), Schweizer Bauingenieur und Hydrologe, 1869 ordentlicher Professor für Bauingenieur-Wissenschaft, Wasserstandsprognosen für die Elbe bei Aussig und Tetschen, 1876/77 Rektor[6][7]
- Friedrich Kick (1840–1915), Maschinenbauingenieur, 1866 bis 1892 ordentlicher Professor, 1872/1873, 1881/1882 und 1891/1892 Rektor
- Gustav Carl Laube (1839–1923), Mineraloge und Geologe; 1878 Übertritt zur Karl-Ferdinands-Universität, 1893/1894 Rektor
- Josef Thaddeus Lumbe von Mallonitz (1801–1879), Landwirtschaftsfachmann und Politiker
- Ernst Mach (1838–1916),  Physiker, Philosoph und Wissenschaftstheoretiker
- Karl August Neumann (1771–1866), Chemiker, von 1807 bis 1817 Professor
- Johann Puluj (1845–1918), Physiker, Rektor
- Emanuel von Ringhoffer I. (1823–1903), Professor für Hochbaukunde, 1871 Rektor
- Gustav Schmidt (1826–1883), Professor für Maschinenbau, Rektor 1868 (vor der Teilung), Rektor 1876
- Emil Winkler (1835–1888), Professor für Straßen- und Wasserbau sowie Allgemeine Ingenieurbaukunde (1865–1868)[8]